# Mitsuko Kusabue

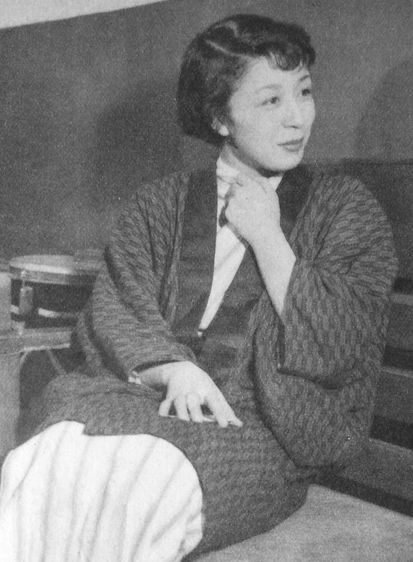
Mitsuko Kusabue (1954)

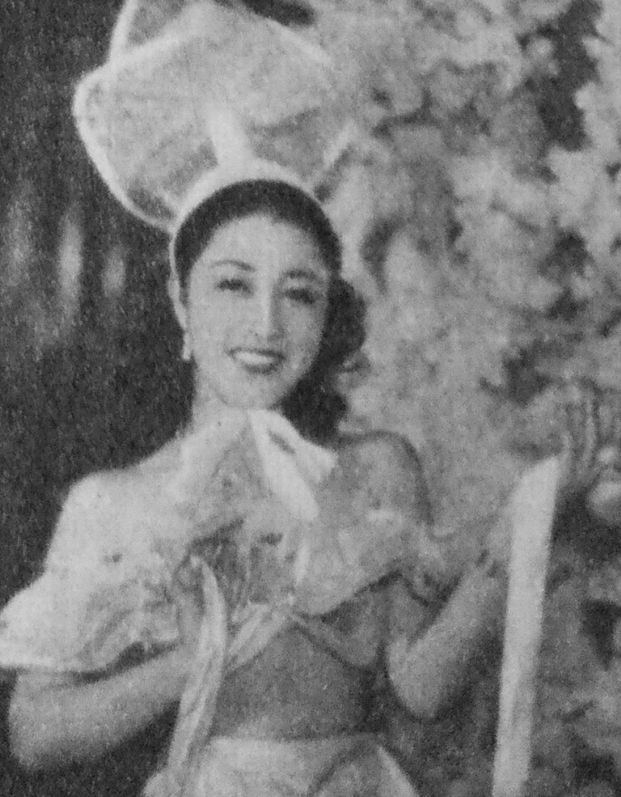
Mitsuko Kusabue als Revuetänzerin (1953)

Mitsuko Kusabue (japanisch 草笛 光子 Kusabue Mitsuko; * 22. Oktober 1933 in Yokohama) ist eine japanische Schauspielerin und Synchronsprecherin.

## Leben
Mitsuko Kusabue wurde 1933 in Yokohama geboren. Nachdem sie als Tänzerin in einer Revuegruppe in Tokio tätig war begann sie ihre Laufbahn als Schauspielerin 1953 im Alter von zwanzig Jahren. In den ersten Jahren ihrer Filmkarriere war Kusabue vorwiegend in Nebenrollen zu sehen. Zu ihren ersten Hauptrollen gehörte 1964 Midareru an der Seite von Hideko Takamine und Yūzō Kayama.
1976 spielte Kusabue eine tragende Nebenrolle in Kon Ichikawas Drama Inugami-ke no Ichizoku. 2006 entstand ein gleichnamiges Remake des Filmes unter demselben Regisseur, in dem Kusabue erneut eine Rolle übernahm. Es wurde Ichikawas letzter Film vor seinem Tod zwei Jahre später. Zu Kusabues neueren Filmauftritten gehören die einer bettlägerigen alten Frau im 2014 erschienenen Drama 0.5 Milli sowie eine Nebenrolle in der an das Filmgenre Jidai-geki angelehnten Komödie The Magnificent Nine aus dem Jahr 2016.
Neben ihrer Filmkarriere ist Mitsuko Kusabue seit den 2000ern vermehrt als Darstellerin in Fernsehserien zu sehen. Sie tritt zudem sporadisch am Theater auf und spielte so unter anderem 1983 die Rolle der Roxie Hart im Musical Chicago sowie 1993 die der Jacqueline in La Cage aux Folles.
Zu Kusabues Arbeiten als Synchronsprecherin zählt die japanische Stimme von Geraldine McEwan als Miss Marple in der Fernsehserie Agatha Christie’s Marple, die sie in Staffel zwei und drei übernahm. Sie trat zudem als Synchronsprecherin in den japanischen Animes Agatha Christie no Meitantei Poirot to Marple und Yuki no Joō – The Snow Queen auf.
Mitsuko Kusabue war von 1960 bis 1962 mit dem Komponisten Yasushi Akutagawa verheiratet. Die Ehe wurde geschieden.

## Filmografie (Auswahl)

### Schauspielerin
- 1957: Ōatari Sanshoku Musume
- 1958: Hanayome Sanjuso
- 1962: Chūshingura: Hana no Maki, Yuki no Maki
- 1962: Hōrō-ki
- 1963: Daitōzoku
- 1964: Midareru
- 1969: Port Arthur – Die Schlacht im Chinesischen Meer
- 1976: Inugami-ke no Ichizoku
- 1981: Kōfuku
- 2005: Yuki ni Negau Koto
- 2006: Inugami-ke no Ichizoku
- 2009: Shizumanu Taiyō
- 2011: Dendera
- 2014: 0.5 Milli
- 2016: The Magnificent Nine
- 2018: Baachan Road

### Synchronsprecherin
- 2004: Agatha Christie no Meitantei Poirot to Marple (Fernsehserie, eine Folge)
- 2005: Yuki no Joō – The Snow Queen (Fernsehserie, eine Folge)
- 2006–2009: Agatha Christie’s Marple (Fernsehserie, Staffel zwei und drei)